# Mykines

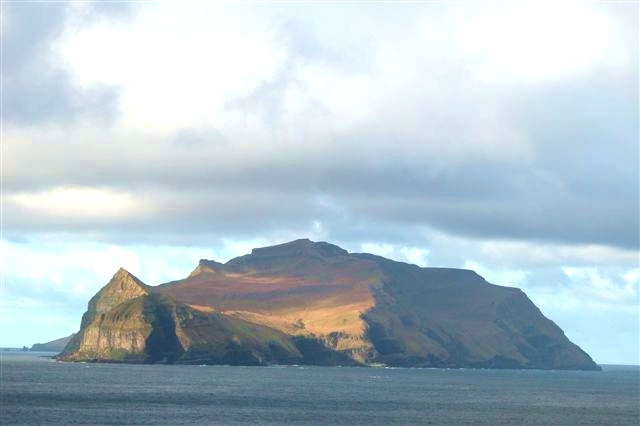
Mykines z města Sørvágur

Mykines (dán: Myggenæs) je nejzápadnější Faerský ostrov. Má rozlohu 10,3 km² a 10 obyvatel.
Na ostrově jsou dvě hory: Knúkur s 560 metry a Árnafjall s 350 metry. Je zde pouze jedna osada Mykines. Na západ od Mykinesu je ostrůvek Mykineshólmur, kde je maják. Jedinou možností k přístupu na ostrov je trajekt.
Narodil se zde malíř Sámal Joensen-Mikines (1906–1979)

## Počet obyvatel ostrova v historii
| Rok  | obyv. |
| ---- | ----- |
| 1769 | 61    |
| 1870 | 114   |
| 1890 | 154   |
| 1925 | 179   |
| 1940 | 170   |
| 2004 | 11    |
| 2007 | 19    |
| 2018 | 10    |